# 日本の歴史・地理に関する資格一覧
日本の歴史・地理に関する資格一覧（にほんのれきし・ちりにかんするしかくいちらん）は、日本国内で実施されている、歴史学および地理学に関する資格あるいは資格試験の名称を一覧としたものである。

## 国家資格
- 【博物館法】
  - 学芸員
- 【測量法】
  - 測量士
  - 測量士補
- 【土地家屋調査士法】
  - 土地家屋調査士
- 【技術士法】
  - 技術士応用理学部門
  - 技術士船舶・海洋部門
  - 技術士航空・宇宙部門
- 【旅行業法】
  - 旅行業務取扱管理者
- 【気象業務法】
  - 気象予報士
- 【通訳案内士法】
  - 全国通訳案内士
- 【教育職員免許法】
  - 中学校教員（社会）
  - 高等学校教員（地理歴史）

## 公的資格
- 旅程管理主任者（登録研修機関）

## 民間資格
- 世界遺産検定（世界遺産アカデミー）
- 日本伝統文化検定：伝検（一般社団法人日本伝統文化検定協会）
- 和食検定（日本ホテル教育センター）
- 歴史能力検定（歴史能力検定協会）
- 戦史検定（JYMA日本青年遺骨収集団）
- 考古調査士（考古調査士資格認定機構）
- 日本城郭検定（日本城郭協会）
- 旅行地理検定（旅行地理検定協会）※2025年6月実施の第58回をもって終了、協会自体も2026年3月31日を以て解散する予定。
- 地図地理検定（日本地図センター）
- 天文宇宙検定（天文宇宙教育振興協会）
- 美術検定（美術検定協会）
- 地域調査士（日本地理学会）
- GIS学術士（日本地理学会）
- 各種ご当地検定